# Ministère de la Défense nationale (Canada)
Pour les articles homonymes, voir Ministère de la Défense nationale, MDN et DND.
Le ministère de la Défense nationale, abrégé en MDN, (en anglais : Department of National Defence abrégé en DND) est un ministère du gouvernement du Canada responsable pour défendre les valeurs canadiennes au Canada et à l'étranger. Il s'agit du plus grand ministère du gouvernement du Canada tant par son budget que par son nombre d'employés et d'édifices. Le ministère est dirigé par le sous-ministre de la Défense nationale qui est l'employé de la fonction publique le plus senior du ministère et qui se rapporte directement au ministre de la Défense nationale. Le MDN existe afin de fournir les capacités nécessaires au ministre de la Défense nationale afin d'exécuter son portfolio ainsi que de servir de soutien civil aux Forces armées canadiennes (FAC). En effet, selon la Loi sur la défense nationale, les FAC sont une organisation distincte et complètement séparée du MDN.

## Mission
Le ministère de la Défense nationale, avec le concours des Forces armées canadiennes, doit notamment :
- protéger le Canada ;
- défendre l'Amérique du Nord en coopération avec les États-Unis ;
- contribuer à la paix et à la sécurité internationale.

## Histoire
Le ministère de la Défense nationale est le plus gros ministère fédéral en termes d'employés et de budget ; il comprend [Quand ?]'les 62 000 membres réguliers des Forces canadiennes, 23 000 membres de la réserve des Forces canadiennes, et approximativement 22 000 civils travaillant pour le MDN. Le budget de fonctionnement accordé à ce ministère pour l'année fiscale de 2008-2009 est de 18,9 milliards de dollars canadiens. En 2006, le gouvernement annonçait un programme d'envoi de 17 milliards pour les projets d'investissements. 
Jusqu'en décembre 2003, soit après la réorganisation du gouvernement fédéral, le MDN a eu à sa charge les plans de situations d'urgence et de réponse du Canada, via le Bureau de la protection des infrastructures essentielles et de la protection civile, ainsi que la responsabilité du Centre de la sécurité des télécommunications, lequel est aussi une organisation mixte de personnel militaire et civil.
Elle dispose d'un réseau de centres de recherches au sein de la Recherche et développement pour la défense Canada.